# Epiphragma (Epiphragma) klossi
Epiphragma (Epiphragma) klossi is een tweevleugelige uit de familie steltmuggen (Limoniidae). De soort komt voor in het Oriëntaals gebied.